# 1811
| 1811                        |
| --------------------------- |
| Dødsfald - Fødsler          |
| • Begivenheder • Litteratur |

| Gregoriansk kalender | 1811 MDCCCXI            |
| Ab urbe condita      | 2564                    |
| Armensk kalender     | 1260 ԹՎ ՌՄԿ             |
| Kinesiske kalender   | 4507 – 4508 庚午 – 辛未 |
| Etiopisk kalender    | 1803 – 1804             |
| Jødisk kalender      | 5571 – 5572             |
| Hindukalendere       |                         |
| - Vikram Samvat      | 1866 – 1867             |
| - Shaka Samvat       | 1733 – 1734             |
| - Kali Yuga          | 4912 – 4913             |
| Iransk kalender      | 1189 – 1190             |
| Islamisk kalender    | 1226 – 1227             |

Året 1811 startede på en tirsdag.
Konge i Danmark: Frederik 6. – 1808-1839
Se også 1811 (tal)

## Begivenheder

### Januar
- 8. januar - slaveoprør i New Orleans, Louisianna

### Februar
- 5. februar – George 3. af Det Forenede Kongerige overlader pga tiltagende sindssygdom landets styre til prinsen af Wales
- 20. februar - Østrig erklærer sig selv fallit

### April
- 23. april – Johan Peter Colding foretager som den første dansker en flyvning i ballon ved Blegdammen

### Maj
- 15. maj - Paraguay erklærer tidligt om morgenen sin uafhængighed efter man aftenen forinden er påbegyndt er opgør mod det spanske styre

### Juli
- 5. juli - Venezuela løsriver sig som det første latinamerikanske land fra Spanien

### Oktober
- 11. oktober - den første dampfærge, Juliana, begynder at sejle mellem New York City og Hoboken, New Jersey

### December
- 24. december - de to orlogsfartøjer HMS St. George og HMS Defence, tilhørende den britiske Østersøflåde, strander og totalforliser ved Thorsminde på Jyllands vestkyst under en orkan. Det er den største strandingskatastrofe nogensinde. 1.391 omkommer og kun 18 reddes
- 24. december - Københavns første juletræ bliver tændt hos Frederikke Louise og dr.phil. Martin Lehmann i Ny Kongensgade

## Født
- 2. september – J. C. Jacobsen, dansk brygger, Carlsbergs grundlægger (død 1887).
- 22. oktober – Franz Liszt, ungarsk komponist og pianist (død 1886).
- 28. november - Maximilian 2. konge af af Bayern (død 1864).

## Dødsfald
- 5. april – Klaus Henrik Seidelin, dansk bogtrykker, forlægger og redaktør (født 1761).
- 30. juli – Miguel Hidalgo, mexicansk revolutionær (født 1753)